# سوني أريكسون إكسبيريا آكرو
سوني اريكسون اكسبيريا اكرو (بالإنجليزية: Sony Ericsson Xperia acro)‏ هو هاتف محمول من سوني موبايل كوميونيكيشنز يعمل بنظام أندرويد، تم طرحه في الأسواق في 2011.

## معرض صور

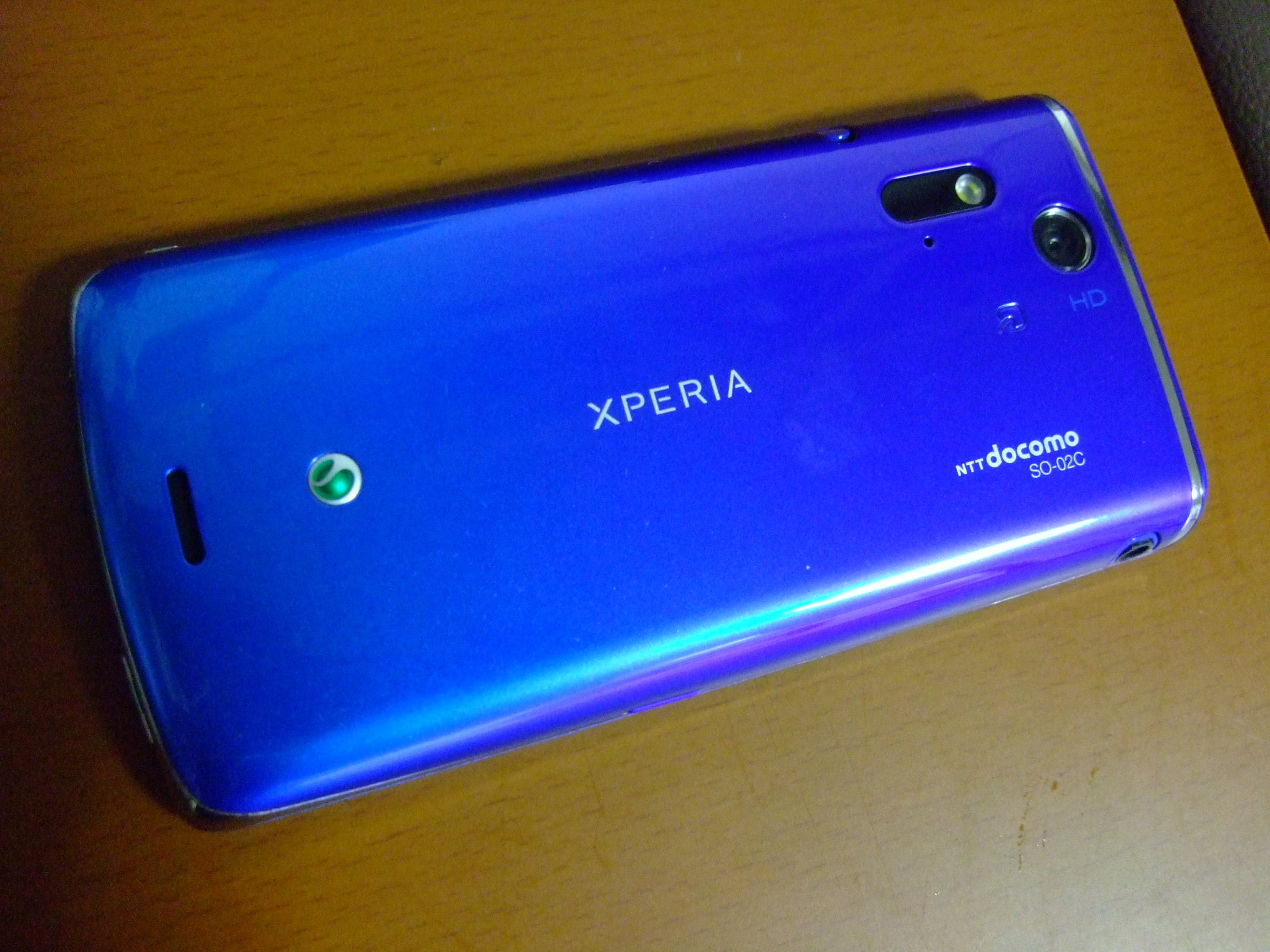
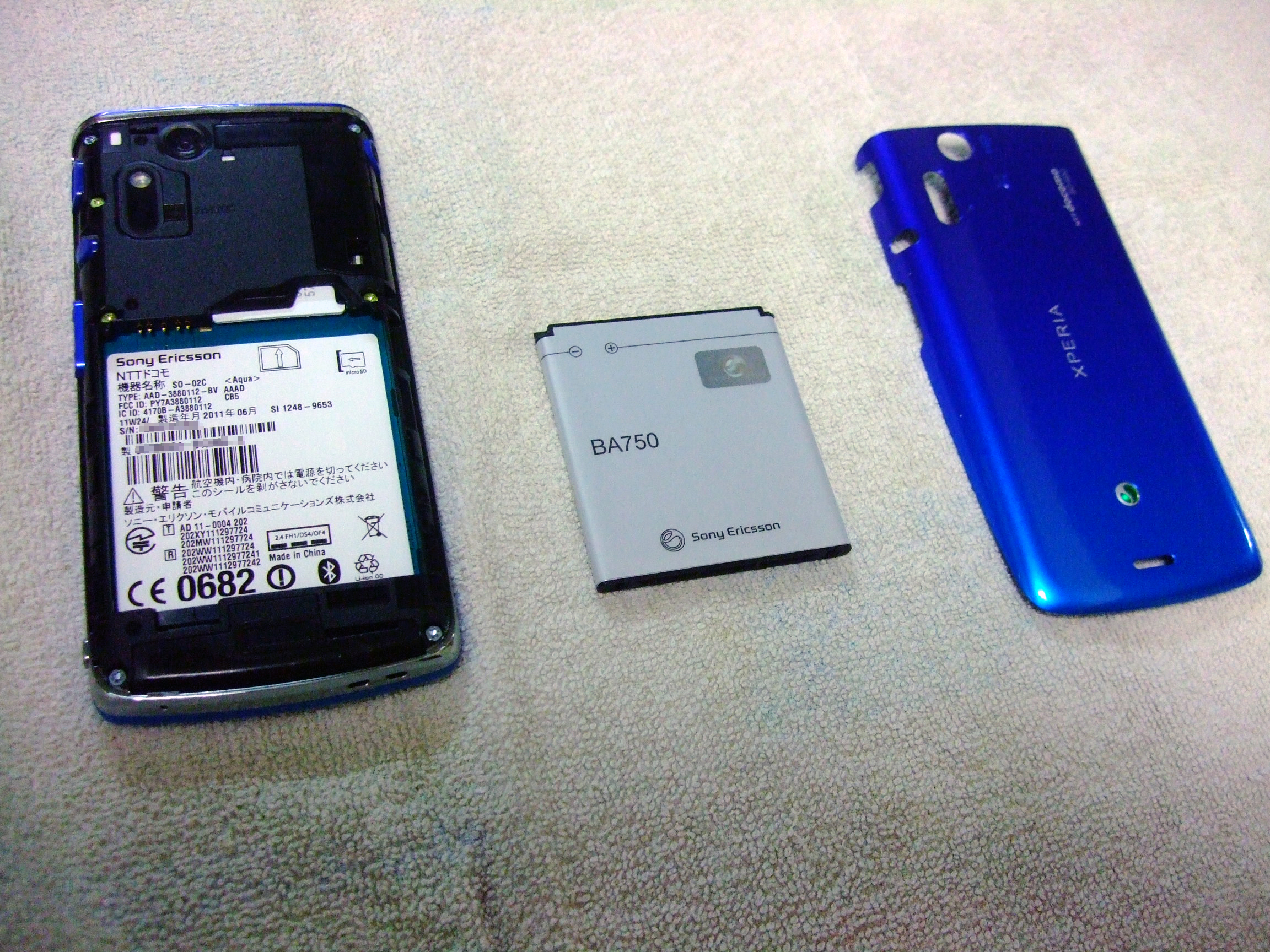
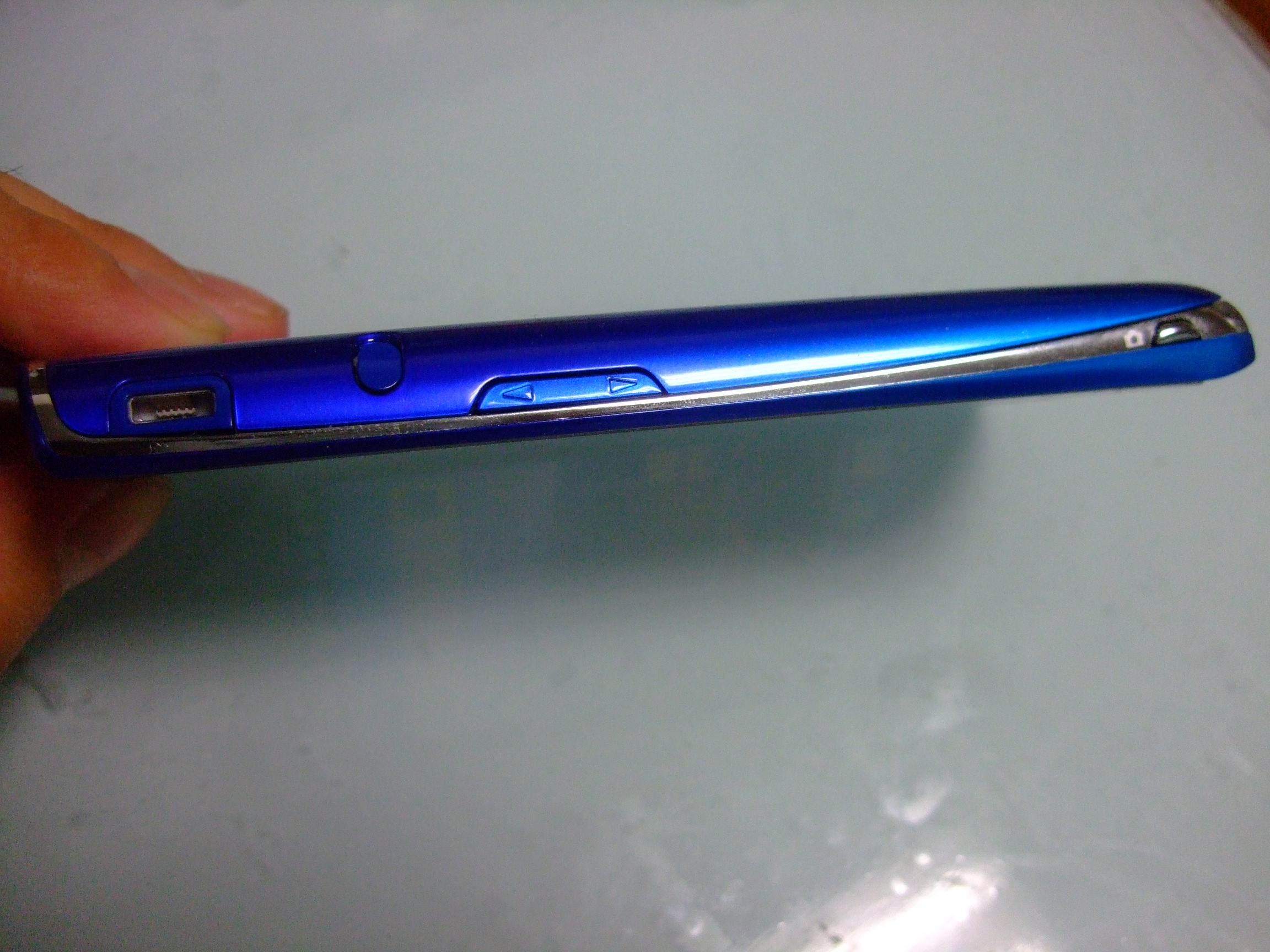
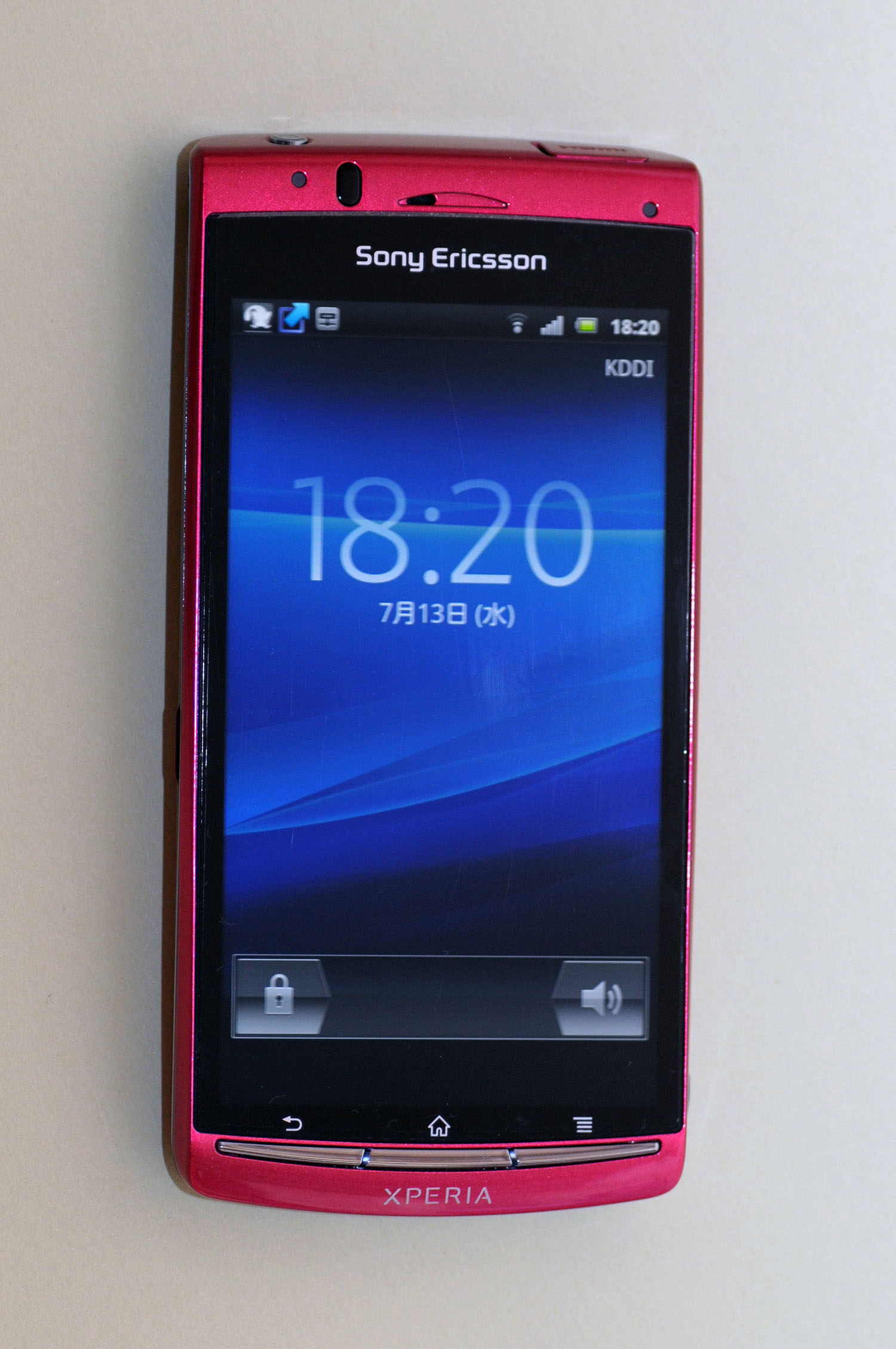

## الخصائص
- نظام التشغيل: أندرويد
- الشاشة: إل سي دي
- الوزن: 135 غرام
- المعالج: 1 جيجا هرتز